# Raquel Cassidy
Raquel Josephine Dominic Cassidy (Fleet, 22 de janeiro de 1968), mais conhecida como Raquel Cassidy, é uma atriz e antropóloga britânica. Ficou conhecida por suas atuações em séries de prestígio como Doctor Who, Downton Abbey e em séries infantis como The Worst Witch. Ganhou, em 2019, o prêmio Screen Actors Guil para melhor elenco em série de drama.

## Biografia

### Primeiros anos e educação
Filha de uma mãe espanhola e um pai inglês, ela foi a terceira criança e única filha do casal. Nasceu e cresceu em Fleet, Hampshire e foi educada na pretigiosa escola privada Farnborough Hill Convent, e depois na Girton College, onde ela estudou línguas modernas e antropologia física. Ela posteriormente recebeu um doutorado em antropologia física, mas ela abandonou a profissão para, ao invés disso, começar sua carreira como atriz.

## Carreira
Raquel Cassidy é  mais conhecida pelos seus papéis na televisão representando Susan Gately em "Teachers" (temporadas 1 e 2), o Home Office Junior Minister Jo Porter em "Party Animals", e Mel em Lead Balloon, assim como em vários outras performances. Ela atuou como Phyllis Baxter, a camareira de Lady Grantham em Downton Abbey entre 2013 e 2015.

## Trabalhos

### Filmografia
| Ano  | Filme             | Papel            |
| ---- | ----------------- | ---------------- |
| 2002 | Do I Love You     | Romy             |
| 2002 | Before You Go     | Felicia          |
| 2005 | Festival          | Petra Loewenberg |
| 2007 | The Boat People   | Alice            |
| 2007 | Tick Tock Lullaby | Maya             |
| 2008 | Nightwalking      | Martha           |

### Televisão
| Ano       | Título                                        | Papel                   |
| --------- | --------------------------------------------- | ----------------------- |
| 1998      | Killer Net                                    | WPC Pamela Boxer        |
| 1999      | The Bill                                      | Lola Chaves (Victim)    |
| 2001–2002 | Teachers                                      | Susan Gately            |
| 2003      | Red Cap                                       | Staff Sgt. Neve Kirland |
| 2004      | The Worst Week of My Life                     | Cassie Turner           |
| 2005      | According to Bex                              | Chris                   |
| 2006–2011 | Lead Balloon                                  | Mel Davies              |
| 2007      | Party Animals                                 | Jo Porter               |
| 2008      | Agatha Christie's Poirot: Mrs. McGinty's Dead | Maureen Summerhayes     |
| 2008–2009 | Moving Wallpaper                              | Nancy Weeks             |
| 2009      | New Tricks                                    | Susanna Morton          |
| 2011      | Land Girls                                    | Diana Granville         |
| 2011      | Doctor Who                                    | Foreman Miranda Cleaves |
| 2012      | Hustle                                        | Dana Deville            |
| 2012      | Midsomer Murders                              | Diana DeQuetteville     |
| 2013      | Heading Out                                   | Sabine                  |
| 2013      | A Touch of Cloth                              | Clare Hawkchurch        |
| 2013–2015 | Downton Abbey                                 | Phyllis Baxter          |
| 2014      | Jonathan Creek                                | Sharon                  |
| 2015      | Vera                                          | Gloria Edwards          |
| 2017–     | The Worst Witch                               | Miss Hardbroom          |

### Rádio
| Ano  | Programa                | Papel |
| ---- | ----------------------- | ----- |
| 2008 | Spending My Inheritance | Jo    |
| 2015 | Ed Reardon's Week       | Suzan |

### Teatro
| Ano  | Título          | Papel                    | Local                  |
| ---- | --------------- | ------------------------ | ---------------------- |
| 1997 | Twelfth Night   | Viola                    | Royal Court Theatre    |
| 1998 | Othello         | Desdemona                | National tour          |
| 1998 | Threesome       | Ruth                     | Old Red Lion Theatre   |
| 2002 | Possible Worlds | Joyce                    | Tron Theatre           |
| 2004 | Macbeth         | Lady Macbeth             | International tour     |
| 2005 | Anna Karenina   | Anna Arkadyevna Karenina | Royal Lyceum Theatre   |
| 2006 | Mirandolina     | Mirandolina              | Royal Exchange Theatre |